# Süß (Einheit)
Süß war ein Gewichts- und Salzmaß in den Salzsiedereien. Eine Salzsiederei hatte oft drei oder vier Pfannen je Siedehaus und der gesamte gesottete Inhalt jeder Pfanne wurde Süß genannt. Bei drei Pfannen waren es 52 Süß. 
- 1 Süß = 49,76 Liter oder als Gewicht = 15,12 Kilogramm
- 36 Süß = 1 Wispel
- 12 Süß = 1 Fuder
- ½ Süß = 1 Scheffel
- 3 Süß = 1 Rump = 45,36 Kilogramm